# Сарде (Рудсар)
Сарде (перс. سرده) — село в Ірані, у дегестані Сіярстак-Єйлакі, у бахші Рахімабад, шагрестані Рудсар остану Ґілян. За даними перепису 2006 року, його населення становило 11 осіб, що проживали у складі 5 сімей.

## Клімат
Середня річна температура становить 8,57°C, середня максимальна – 24,00°C, а середня мінімальна – -8,04°C. Середня річна кількість опадів – 358 мм.
| Клімат поселення                              | Клімат поселення | Клімат поселення | Клімат поселення | Клімат поселення | Клімат поселення | Клімат поселення | Клімат поселення | Клімат поселення | Клімат поселення | Клімат поселення | Клімат поселення | Клімат поселення | Клімат поселення |
| Показник                                      | Січ.             | Лют.             | Бер.             | Квіт.            | Трав.            | Черв.            | Лип.             | Серп.            | Вер.             | Жовт.            | Лист.            | Груд.            |                  |
| Середній максимум, °C                         | 1,95             | 2,94             | 5,27             | 11,96            | 17,34            | 21,43            | 24,00            | 23,86            | 20,11            | 16,06            | 10,41            | 4,84             |                  |
| Середня температура, °C                       | −3,04            | −2,05            | 0,28             | 6,96             | 12,35            | 16,44            | 19,45            | 19,30            | 15,55            | 11,50            | 5,84             | 0,27             |                  |
| Середній мінімум, °C                          | −8,04            | −7,03            | −4,72            | 1,98             | 7,36             | 11,46            | 14,88            | 14,74            | 10,98            | 6,94             | 1,28             | −4,3             |                  |
| Норма опадів, мм                              | 32               | 37               | 59               | 47               | 40               | 13               | 11               | 8                | 10               | 30               | 34               | 37               |                  |
| Середньомісячна швидкість вітру, м/с          | 2.00             | 2.48             | 2.69             | 2.76             | 2.25             | 2.14             | 1.98             | 1.83             | 1.76             | 1.79             | 2.26             | 2.06             |                  |
| Середньомісячна сонячна радіація, кДж/м²·день | 7972             | 10384            | 12790            | 16785            | 20627            | 23603            | 23412            | 20949            | 17696            | 12827            | 9511             | 7656             |                  |
| --------------------------------------------- | ---------------- | ---------------- | ---------------- | ---------------- | ---------------- | ---------------- | ---------------- | ---------------- | ---------------- | ---------------- | ---------------- | ---------------- | ---------------- |
| Джерело:                                      |                  |                  |                  |                  |                  |                  |                  |                  |                  |                  |                  |                  |                  |